# Crécy-au-Mont
Crécy-au-Mont település Franciaországban, Aisne megyében. Lakosainak száma 323 fő (2022. január 1.). Crécy-au-Mont Bagneux, Coucy-le-Château-Auffrique, Épagny, Jumencourt, Juvigny, Leuilly-sous-Coucy és Pont-Saint-Mard községekkel határos.

## Népesség
A település népességének változása:
| Lakosok száma | 295  | 296  | 294  | 327  | 321  | 345  | 346  | 330  | 329  | 323  |
|               | 1968 | 1982 | 1990 | 2006 | 2013 | 2015 | 2017 | 2019 | 2020 | 2022 |